# Communauté de communes du Canton de Châtillon-sur-Loire
Die Communauté de communes du Canton de Châtillon-sur-Loire ist ein ehemaliger französischer Gemeindeverband mit der Rechtsform einer Communauté de communes im Département Loiret in der Region Centre-Val de Loire. Er wurde am 29. Dezember 1998 gegründet und umfasste sechs Gemeinden. Der Verwaltungssitz befand sich im Ort Châtillon-sur-Loire.

## Historische Entwicklung
Mit Wirkung vom 1. Januar 2017 fusionierte der Gemeindeverband mit der Communauté de communes du Canton de Briare und bildete so die Nachfolgeorganisation Communauté de communes Berry Loire Puisaye.

## Ehemalige Mitgliedsgemeinden
1. Autry-le-Châtel
2. Beaulieu-sur-Loire
3. Cernoy-en-Berry
4. Châtillon-sur-Loire
5. Pierrefitte-ès-Bois
6. Saint-Firmin-sur-Loire